# 奥列格·弗拉基米罗维奇·萨夫琴科
奥列格·弗拉基米罗维奇·萨夫琴科（羅馬化：Oleg Vladimirovich Savchenko；1966年10月25日—）是俄罗斯政治人物，第四届、第五届、第六届和第八届国家杜马的代表。
大学毕业后，萨夫琴科在莫斯科无线电工程厂工作。1996年，他被任命为楚科奇自治区迈斯科耶金矿企业总监。1998年至2000年，他担任联邦委员会委员助理。 2003年起，他当选第四届、第五届、第六届国家杜马代表。2021年9月起，他担任第八届国家杜马代表。
2021年，萨夫琴科在《福布斯》俄罗斯最富有公务员排名中排名第22位。

## 制裁
萨夫琴科于2022年因俄乌战争而受到英国政府制裁。
2022年3月，意大利当局没收了萨夫琴科位于托斯卡纳的别墅，作为对2022年俄罗斯入侵乌克兰的反应。